# Un cœur gros comme ça
Pour plus de détails, voir Fiche technique et Distribution.
Un cœur gros comme ça est un film français réalisé par François Reichenbach, sorti en 1962.

## Synopsis
Un jeune sénégalais vient à Paris pour réaliser son rêve : boxer. La rencontre du petit noir et du grand Paris, le petit peuple parisien, le monde un peu secret de la boxe... autant de choses pour lui à découvrir.

## Fiche technique
- Titre : Un cœur gros comme ça
- Titre anglais : The Winner
- Réalisation : François Reichenbach
- Scénario : François Reichenbach sur une idée originale de Jean-Marc Ripert
- Musique : Michel Legrand/Musique additionnelle : Georges Delerue
- Photographie : François Reichenbach et Jean-Marc Ripert
- Son : Jean-Marc Campignon, Bernard Meusnier / Mixage : René Renault
- Montage : Liliane Korb et Kenout Peltier
- Production : Pierre Braunberger
- Société de production et de distribution : Les Films de la Pléiade
- Pays de production :  France
- Format : Noir et blanc - Mono
- Durée : 105 minutes
- Date de sortie : 21 novembre 1961

## Distribution
- Abdoulaye Faye lui-même, jeune boxeur sénégalais venu tenter sa chance à Paris
- Luce Védé, elle-même, la voyante
- Milou Pladner : lui-même, ancien boxeur devenu aveugle, à présent masseur
- Yasumiko : elle-même, la jeune Japonaise à qui Abdoulaye fait la cour
- Jean-Paul Belmondo (apparition) : lui-même, assistant à un match de boxe
- Michèle Morgan (apparition) : elle-même, fantasmée comme sa voisine par Abdoulaye

## Récompenses et distinctions
- Léopard d'or au Festival de Locarno
- Prix Louis-Delluc